# Giuditta Pasta
Giuditta Angiola Maria Costanza Pasta, italijanska operna pevka, sopranistka, * 26. oktober 1797, Saronno, Lombardija, Italija, † 1. april 1865, Blevio ob jezeru Como, Italija.

## Življenje
Njen oče je bil zdravnik Antonio Negri. Glasbo je študirala v Milanu. Pri sedemnajstih je kot diletantka prvič stala na odru v operi Tri Eleonore, leta 1816 pa je v Parizu nastopila v Paërovi operi Knez Tarantski. Odmeven je bil njen nastop leta 1819 v Benetkah. Poročila se je z odvetnikom Giuseppejem Pastom; v zakonu se jima je rodila hčerka Clelija. Nato je med letoma 1824 in 1837 redno nastopala v Londonu, Parizu, Neaplju in Milanu. Nastopila je na več krstnih predstavah pomembnih skladateljev (npr. v operah Mesečnica in Norma). Z Vincenzom Bellinijem je tudi prijateljevala.
1. 1 2  data.bnf.fr: platforma za odprte podatke — 2011.
2. 1 2 3  Enciclopedia Treccani — Istituto dell'Enciclopedia Italiana, 1929.
3. ↑  Lora F. Dizionario Biografico degli Italiani — 2013. — Vol. 78.
4. 1 2  Archivio Storico Ricordi — 1808.
5. ↑  Encyclopædia Britannica
6. ↑  https://archive.org/details/rivistacontempo37unkngoog/page/n636 — 1865.